# Служба „Военно разузнаване“
Служба „Военно разузнаване“ (съкратено СВР), до 2020 г. служба „Военна информация“ (съкр. СВИ), е специална служба за военно разузнаване в структурата на Министерството на отбраната на България. Централата ѝ е в София, Министерството на отбраната, ул. „Дякон Игнатий“ № 3.
Тази военна служба и Държавна агенция „Разузнаване“ са единствените български служби за външно разузнаване. Въпреки че останалите специални служби в НРБ са обединени (в някаква степен и поне за известен период) в рамките на системата на „Държавна сигурност“, Разузнавателното управление на Генералния щаб винаги остава извън нейния състав.

## История
Служба „Военно разузнаване“ е най-старата българска специална служба.
Създадена е с приемането на Закона за устройството на въоръжените сили на Българското княжество, утвърден с Указ № 185 от 15 декември 1891 г. на княз Фердинанд I, като звено към Канцеларията на Министерството на войната за обработване на разузнавателната информация, получавана от българските дипломатически представителства в чужбина. С Указ № 176 от 27 декември 1891 г. е създаден първият български орган за осигуряване на военна информация, наречен Учебно бюро. Тогава се поставя началото на изграждането и на апарата на военните аташета.
През май 1903 г. към Оперативното отделение на Щаба на армията на мястото на Учебното бюро се създава Информационно бюро, което организира добиване и използване на информация и от закрит характер.
С Указ № 190 от 31 декември 1907 г. Информационното бюро се преобразува в Разузнавателна секция към Оперативното отделение на Щаба на армията, на която се подчинява апаратът на военните аташета. Указът влиза в сила на 1 януари 1908 г. стар стил или 12 януари 1908 г. нов стил. През 1997 г. датата 12 януари е обявена с министерска заповед № ОХ-49 от 11.02.1997 г. за официален празник на българското военно разузнаване.
През 1940 г. Разузнавателната секция става самостоятелен Разузнавателен отдел на Щаба на войската (РО-ЩВ) с 3 отделения: РО-1 – за външно разузнаване, РО-2 – за вътрешно разузнаване, и РО-3 – за контраразузнаване. След обявяването на война от страна на Германия на СССР структурата на разузнавателния отдел се разширява с нови 6 отделения – РО-4 – шифриране и дешифриране и връзка между немското и българското разузнаване, РО-5 – за връзки между Генералния щаб и чуждите военни аташета в България, РО-6 – телефонно подслушване, РО-7 – проверка на кореспонденция, РО-8 – радиоразузнаване и прехващане на чужди радиостанции, РО-9 – контрол над печата. Нова реорганизация от 1947 г. го преобрзува в Разузнавателен отдел на Генералния щаб (РО-ГЩ), като задачите му се ограничават само до водене на външно разузнаване.
От март 1950 г. името му става Разузнавателно управление на Генералния щаб на Българската народна армия (РУ-ГЩ), наричано неофициално РУ-МНО (РУМНО). През есента на 1950 г. за подготовка на свои кадри към РУ-ГЩ е открито Училище за военни преводачи „Баба Тонка“. За обучение на оперативния състав през 1972 г. към РУ-ГЩ се открива Школа за подготовка на кадри, която по-късно получава статут на Факултет по стратегическо разузнаване на Военната академия „Георги Раковски“.
По времето на социализма РУ-ГЩ работи в тясно сътрудничество с ГРУ на ссср и сродните органи за военно разузнаване на останалите страни членки на Организацията на Варшавския договор, като се специализира в работата по Турция и Гърция с фокус върху ядреното и химическото въоръжение. За тази цел, следвайки световната практика (прилагана още от Княжество България), развива мрежа от легални и нелегални резидентури, ползва за прикритие учреждения с представителства и дейност в чужбина: министерства, компании, медии и др.
Политическите промени, настъпили през 1989 г., се отразяват върху военното разузнаване. С отмяната на ръководната роля на БКП в Конституцията на страната е прекратен политическият контрол от БКП (чрез Военния отдел на ЦК на БКП и Главното политическо управление на БНА), закрити са политическите структури в РУ-ГЩ (Политотдел и партийна организация), личният състав е деполитизиран (както и изобщо във въоръжените сили на страната). Така военното разузнаване остава единствено под политическия контрол на министъра на отбраната, като продължава професионално да е подчинено на началника на Генералния щаб на Българската армия.
В началото на 1992 г. РУ-ГЩ е преобразувано в Управление за разузнаване и сигурност, обединило военното разузнаване и военното контраразузнаване. През септември 1992 г. структурите отново са разделени и Разузнавателното управление на Генералния щаб е възстановено.
През 1999 г. функциите на РУ-ГЩ са разделени: на основата му в Министерството на отбраната за кратко се създава Главна дирекция „Военна информация“ (ГДВИ) за добиване и обработване на военна (политическа, техническа, научна) информация; отделя се Разузнавателно управление на Генералния щаб за ръководство на разузнавателните формирования и органи на Българската армия. С постановление на Министерския съвет № 237 от 21.12.1999 г. ГДВИ се преобразува в Служба „Военна информация“ (СВИ) от 1 януари 2000 г.
Длъжността на ръководителя на СВИ е преименувана от „началник“ на „директор“. На 12 март 2012 г. министърът на отбраната в съответствие с внесените изменения в Закона за отбраната и въоръжените сили за първи път в историята на службата назначава за неин директор гражданско лице.
Военното разузнаване в продължение на цялата си история успява да задържа и ползва голяма част от своите бавно изграждани и високо специализирани кадри, макар че при радикални политически промени в страната преживява периоди на политически натиск за съкращения и чистки – особено след 9 септември 1944 и след 10 ноември 1989 г. През 2013 г. от данни, изнесени от министъра на отбраната по време на парламентарен контрол, става ясно, че около 44 % от ръководния състав на Службата е свързан с РУ-ГЩ отпреди 10 ноември 1989 г.
Служба „Военна информация“ се преименува на служба „Военно разузнаване“ (съкр. СВР), считано от 4 август 2020 г.

## Наименования
- Учебно бюро (декември 1891) към Канцеларията на Министерството на войната
- Информационно бюро (юни 1903) към Оперативното отделение на Щаба на армията
- Разузнавателна секция (12 януари 1908) към Оперативното отделение на Щаба на армията
- Разузнавателно отделение с Разузнавателна секция (септември 1918) към Оперативния отдел на Щаба на армията
- Разузнавателна секция (август 1913) към Оперативното отделение на Щаба на армията
- Секция I/б (юни 1920) към Оперативното отделение на Щаба на армията
- Разузнавателно отделение (ноември 1929) към Щаба на армията
- Разузнавателен отдел (ноември 1940) към Щаба на войската
- Разузнавателен отдел (юни 1947) към Генералния щаб
- Разузнавателно управление (март 1940) към Генералния щаб
- Управление за разузнаване и сигурност (януари 1992) към Генералния щаб
- Разузнавателно управление (септември 1992) към Генералния щаб
- Главна дирекция „Военна информация“ (май 1999) към Министерството на отбраната
- Служба „Военна информация“ (1 януари 2000) към Министерството на отбраната
- Служба „Военно разузнаване“ (4 август 2020) към Министерството на отбраната

## Началници и директори
Военните звания са към датата на заемане на длъжността.
| №   | военно звание                           | имена               | период на управление                                                               |
| --- | --------------------------------------- | ------------------- | ---------------------------------------------------------------------------------- |
| 1.  | майор                                   | Тодор Марков        | 1 януари 1908 – 7 юни 1910                                                         |
| 2.  | майор                                   | Рачо Пенев          | 7 юни 1910 – 18 септември 1912                                                     |
| 3.  | майор                                   | Никола Топалджиков  | 22 септември 1912 – 18 август 1913                                                 |
| 4.  | майор                                   | Сава Мъдров         | 18 август 1913 – септември 1914                                                    |
| 5.  | майор                                   | Панайот Минков      | 30 октомври 1914 – 15 септември 1915, изпълняващ длъжността до 15 януари 1915      |
| 6.  | майор                                   | Стефан Нойков       | 15 септември 1915 – 31 март 1916                                                   |
| 7.  | майор                                   | Владимир Павлов     | 31 март 1916 – 31 октомври 1917                                                    |
| 8.  | подполковник                            | Анастас Ватев       | 31 октомври 1917 – 5 март 1920                                                     |
| 9.  | подполковник                            | Иван Тодоров        | 2 април – 19 май 1920; 31 юли-30 август 1920                                       |
| 10. | капитан                                 | Димитър Доброволски | 19 май – 31 юли 1920, изпълняващ длъжността                                        |
| 11. | подполковник                            | Петър Траянов       | 30 август-30 декември 1920 (секция I/b)                                            |
| 12. | подполковник                            | Тодор Радев         | 30 декември 1920 – 10 ноември 1923 (секция I-А)                                    |
| 13. | подполковник                            | Йордан Пеев         | 10 ноември 1923 – 25 юли 1924                                                      |
| 14. | подполковник                            | Тодор Радев         | 25 юли 1924 – 1 май 1925                                                           |
| 15. | полковник                               | Никола Недев        | 1 май 1925 – 1 юни 1928 (секция I-А)                                               |
| 16. | капитан                                 | Антон Балтаков      | 1 юни – 8 октомври 1928, изпълняващ длъжността (секция I-А)                        |
| 17. | полковник                               | Кръстьо Маринов     | 8 октомври 1928 – 29 май 1934                                                      |
| 18. | майор                                   | Георги Иванов       | 29 май – 6 юни 1934, изпълняващ длъжността                                         |
| 19. | подполковник                            | Никола Богданов     | 6 юни 1934 – 11 май 1935                                                           |
| 20. | майор                                   | Иван Попов          | 11 май-8 юли 1935                                                                  |
| 21. | подполковник                            | Иван Маринов        | 8 юли 1935 – 24 септември 1936                                                     |
| 22. | подполковник                            | Ничо Георгиев       | 24 септември 1936 – 23 януари 1937                                                 |
| 23. | подполковник                            | Руси Механджиев     | 23 януари 1937 – 11 март 1938, изпълняващ длъжността                               |
| 24. | полковник                               | Ничо Георгиев       | 11 март 1938 – 15 април 1941, до 19 декември 1938 е изпълняващ длъжността          |
| 25. | полковник                               | Никола Костов       | 15 април 1941 – 23 април 1943                                                      |
| 26. | полковник                               | Стефан Недев        | 23 април 1943 – 13 юни 1944                                                        |
|     | полковник                               | Димитър Желязков    | назначен за началник, но не встъпва в длъжност поради заминаване като военен аташе |
| 27. | полковник                               | Христо Тумбин       | 13 юни-13 септември 1944                                                           |
| 28. | полковник                               | Асен Лекарски       | 16 септември 1944 – 26 декември 1944                                               |
| 29. | полковник (от 1 януари 1945 ген.-майор) | Петър Вранчев       | 26 декември 1944 – 17 април 1948                                                   |
| 30. | полковник                               | Кирил Игнатов       | 17 април 1948 – 27 май 1948, изпълняващ длъжността                                 |
| 31. | полковник                               | Здравко Георгиев    | 1 юни 1948 – 21 март 1951                                                          |
| 32. | полковник                               | Велко Гатев         | 16 април 1951 – 26 януари 1952, временно изпълняващ длъжността                     |
| 33. | полковник (от 1959 ген.-майор)          | Илия Кръстев        | 26 януари 1952 – 26 май 1962, до 12 декември 1953 г. е изпълняващ длъжността       |
| 34. | генерал-лейтенант                       | Петър Стоянов       | 26 май 1962 – 6 юни 1967                                                           |
| 35. | генерал-полковник                       | Васил Зикулов       | 6 юни 1967 – 1 септември 1990                                                      |
| 36. | генерал-майор                           | Любен Добрев        | 1 септември 1990 – 1 септември 1991                                                |
| 37. | генерал-лейтенант                       | Чавдар Червенков    | 1 септември 1991 – 10 март 1993                                                    |
| 38. | генерал-майор                           | Любомир Гечев       | 10 март 1993 – 2 декември 1994                                                     |
| 39. | генерал-лейтенант                       | Ангел Кацаров       | 2 декември 1994 – 8 февруари 2002                                                  |
| 40. | генерал-майор                           | Пламен Студенков    | 8 февруари 2002 – 1 септември 2010                                                 |
| -   | бригаден генерал                        | Детелин Мажгуров    | 1 септември 2010 – 1 декември 2010, временно изпълняващ длъжността                 |
| 41. | о.р. полковник                          | Веселин Иванов      | 1 декември 2010 – 9 март 2015                                                      |
| 42. | полковник                               | Светослав Даскалов  | 9 март 2015 – 17 май 2015, временно изпълняващ длъжността                          |
| 43. | без звание                              | Йордан Бакалов      | 18 май 2015 – 18 ноември 2015                                                      |
| 44. | полковник                               | Светослав Даскалов  | 19 ноември 2015 – 31 март 2016, временно изпълняващ длъжността                     |
| 45. | бригаден генерал                        | Светослав Даскалов  | 1 април 2016 – 22 май 2018                                                         |
| 46. | бригаден генерал                        | Пламен Ангелов      | 22 май 2018 – 15 август 2019                                                       |
| 47. | полковник                               | Велко Атанасов      | 16 август 2019 – 16 юли 2021, временно изпълняващ длъжността                       |
| 48. | бригаден генерал                        | Венелин Венев       | от 16 юли 2021                                                                     |

## Заместник-началници
- полковник Велко Гатев (30 април 1950 – 1 април 1951)
- полковник Петър Нинов (1952 – 1953)
- полковник Пенчо Стоилов (от 1954)
- подполковник Васил Джананов (от 1956)
- полковник Ангел Марков (1956 – 1971)
- полковник Цветан Цоков (1970 – 1987), заместник-началник на управлението по политическата част и началник на политическия отдел
- полковник Иванов (от ноември 1963)
- полковник Илия Захов (1963 – 1971)
- генерал-майор Митко Митков (1968 – 1970)
- полковник (ген.-майор от 1980) Любен Добрев (1974 – 1987)

### Първи заместник-началници
- полковник Велко Гатев (януари-1 ноември 1952)
- полковник (ген.-майор от 1974) Ангел Марков (1971 – 1987)
- генерал-майор Любен Добрев (1987 – 1990)

### Секторни заместник-началници
Заместник-началници по агентурното разузнаване
- полковник Илия Захов (1971 – юли 1974)[11]
- генерал-майор Любен Добрев (юли 1974 – 1987)
- полковник Иван Ц. Нинов (1987 – 1990)

Заместник-началници по информацията – началници на служба „Информация“
- полковник Атанас Семерджиев (1950 – 1952)
- подполковник Митко Митков (1952 – 1956)
- Цвятко Томов (от ноември 1963 г.)
- полковник (ген.-майор от 1979) Георги Попов (1971 – 1987)
- полковник Младен Младенов (1987 – ?)

Заместник-началници по оперативно-техническото, радио- и радиотехническото разузнаване
- генерал-майор Иван Узунов (1962 – 1973)
- генерал-майор Камен Петров (1973 – 1987)
- генерал-майор Тодор Тодоров (1987 – 1991)

Заместник-началници по кадрите
- генерал-майор Чавдар Калайджиев (1986 – 1991)